# Erik Gustaf von Schweden

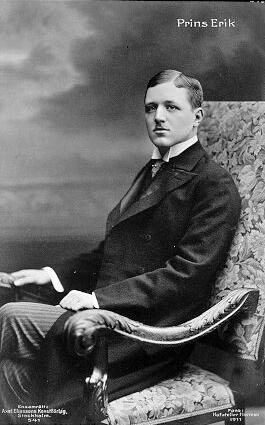
Prinz Erik

Erik Gustaf Ludvig Albert Bernadotte (* 20. April 1889 im Schloss Drottningholm bei Stockholm; † 20. September 1918 ebenda), Prinz von Schweden und Norwegen, Herzog von Västmanland, war der dritte und jüngste Sohn von König Gustav V. von Schweden und dessen Ehefrau Viktoria von Baden.

## Lebensverlauf

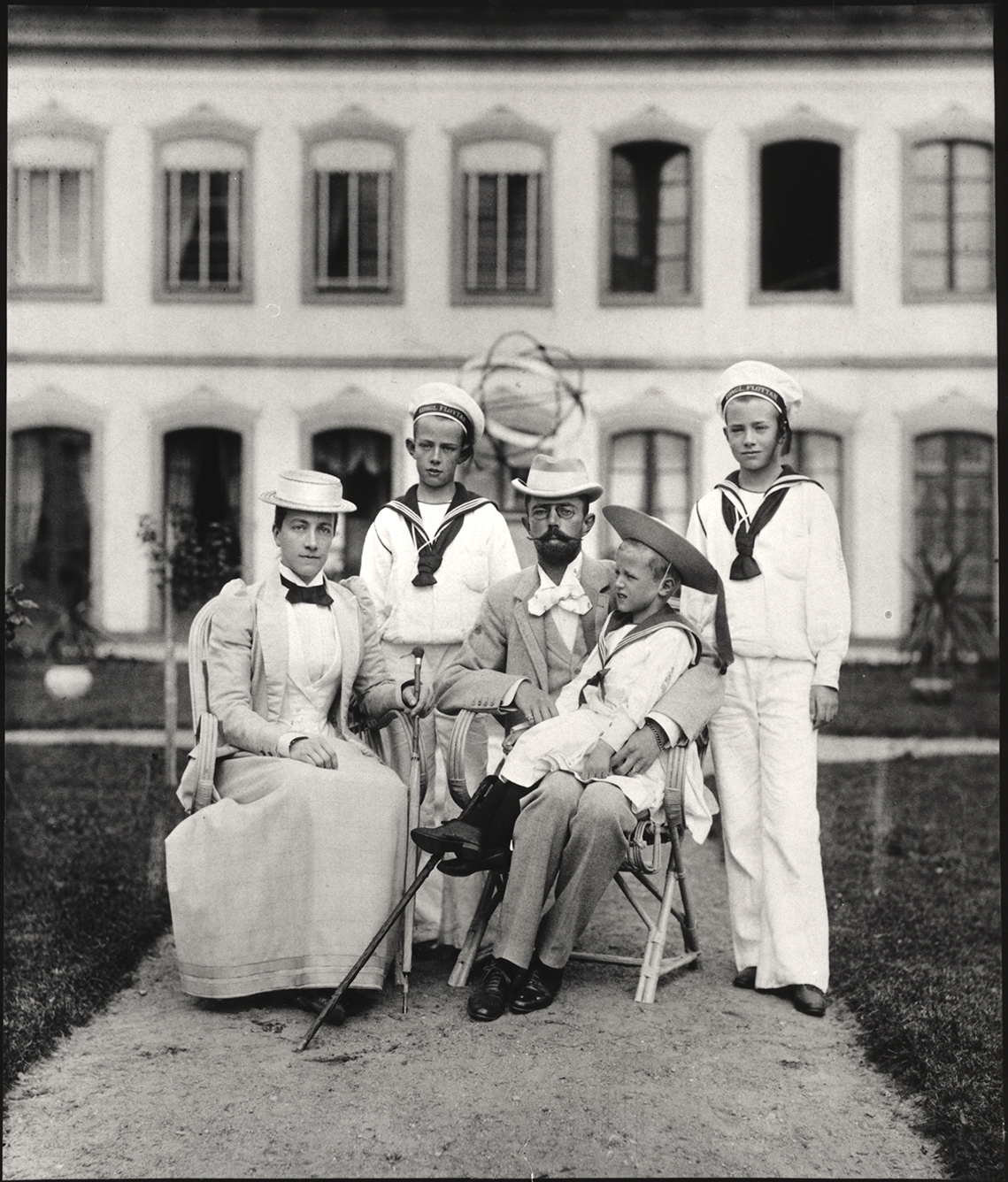
König Gustaf V. und Königin Viktoria zusammen mit ihren drei Kindern, Gustaf Adolf, Erik und Wilhelm in den 1890er Jahren

Erik litt an Epilepsie und Entwicklungsstörungen, die angeblich durch seine Mutter verursacht wurden. Kronprinzessin Viktoria soll während der Schwangerschaft Medikamente genommen haben. Zudem litt er an starken Angstzuständen.
Aufgrund seiner geistigen und körperlichen Verfassung war er selten in der Öffentlichkeit zu sehen. Außerdem übernahm er keine repräsentativen Aufgaben. Trotzdem wurden öffentliche Fotos von ihm gemacht. Er führte ein von seiner Familie ähnlich zurückgezogenes Leben wie Prinz John Charles Francis von Großbritannien und Irland, der jüngste Sohn von König Georg V., und widmete sich der Musik und Geographie. Außerdem beschäftigte er sich mit Reisegeschichten und der Genealogie. Er wurde als freundlicher und gutaussehender junger Mann beschrieben, der reges Interesse an Sport zeigte. Ein besonders enges Verhältnis hatte er zu Prinzessin Therese von Sachsen-Altenburg.
Zwischen 1907 und 1909 errichtete man für den Prinzen eine Residenz in Djursholm, in der er abseits der Öffentlichkeit lebte. Die Betreuung Eriks übernahm die Gouvernante Louise Rinman, die bereits für die Erziehung des Prinzen als Kind zuständig war. Er blieb bis zu seinem Tod in ihrer Obhut. Alle drei Wochen durfte er in die Hauptstadt fahren und besuchte in diesem Rahmen manchmal die Oper. Dies waren einige der wenigen Male, bei denen der Prinz in der Öffentlichkeit zu sehen war. Ab 1914 bewohnte er die Villa Balingsholm in Huddinge.

## Tod
1917 beklagte er sich über sein isoliertes Leben. Aus diesem Grund wurde beschlossen, dass Erik einen neuen Wohnsitz im Schloss Haga nahe Stockholm bekommen solle. Noch vor den Renovierungsarbeiten im Schloss Haga starb er im darauffolgenden Jahr im Alter von 29 Jahren an der Spanischen Grippe, an der in den Jahren 1918 bis 1920 insgesamt ca. 38.000 Schweden gestorben sind. Zum Zeitpunkt seines Todes waren seine Eltern nicht anwesend, was nach offiziellen Memoiren seinem Vater in späteren Jahren große Sorgen bereitete. Seine Mutter, die selbst über einen schlechten Gesundheitszustand verfügte und den Großteil des Jahres außerhalb Schwedens verbrachte, befand sich zu dieser Zeit im Ausland. Seine älteren Brüder Gustav Adolf und Wilhelm zeigten Bestürzen, als er starb. Er war unverheiratet und ohne Nachkommen. Sein Grab befindet sich in der Riddarholmskyrkan in Stockholm.
Prinz Eriks vormaliger Wohnsitz in Djursholm war in den 1960er Jahren zunächst in Privatbesitz. Seit 2011 ist er der private Wohnsitz des südafrikanischen Botschafters in Schweden.

## Auszeichnungen
Im Jahr 1904 wurde Prinz Erik von König Oskar II. zum Ritter des norwegischen Löwen geschlagen.

## Vorfahren
| Ahnentafel von Erik Gustav von Schweden | Ahnentafel von Erik Gustav von Schweden                                                         | Ahnentafel von Erik Gustav von Schweden                                                                     | Ahnentafel von Erik Gustav von Schweden                                                                       | Ahnentafel von Erik Gustav von Schweden                                                                  | Ahnentafel von Erik Gustav von Schweden                                                                                 | Ahnentafel von Erik Gustav von Schweden                                                                                 | Ahnentafel von Erik Gustav von Schweden                                                                           | Ahnentafel von Erik Gustav von Schweden                                                                                  |
| --------------------------------------- | ----------------------------------------------------------------------------------------------- | --- | --- | --- | --- | --- | --- | --- |
| Ururgroßeltern                          | König Karl XIV. Johann (1763–1844) ⚭ 1798 Désirée Clary (1777–1860)                             | Eugène de Beauharnais, Herzog von Leuchtenberg (1781–1824) ⚭ 1806 Prinzessin Auguste von Bayern (1788–1851) | Fürst Friedrich Wilhelm von Nassau-Weilburg (1768–1816) ⚭ 1788 Gräfin Isabelle zu Sayn-Hachenburg (1772–1827) | Herzog Paul von Württemberg (1785–1852) ⚭ 1805 Herzogin Charlotte von Sachsen-Hildburghausen (1787–1847) | Großherzog Karl Friedrich von Baden (1728–1811) ⚭ 1787 Freiin Luise Karoline Geyer von Geyersberg (1768–1820)           | König Gustav IV. Adolf von Schweden (1778–1837) ⚭ 1797 Prinzessin Frederike Dorothea von Baden (1781–1826)              | König Friedrich Wilhelm III. von Preußen (1770–1840) ⚭ 1793 Prinzessin Luise von Mecklenburg-Strelitz (1776–1810) | Großherzog Karl Friedrich von Sachsen-Weimar-Eisenach (1783–1853) ⚭ 1804 Großfürstin Maria Pawlowna Romanowa (1786–1859) |
| Urgroßeltern                            | König Oskar I. (1799–1859) ⚭ 1823 Prinzessin Josephine Beauharnais von Leuchtenberg (1807–1876) | König Oskar I. (1799–1859) ⚭ 1823 Prinzessin Josephine Beauharnais von Leuchtenberg (1807–1876)             | Herzog Wilhelm I. von Nassau (1792–1839) ⚭ 1829 Prinzessin Pauline von Württemberg (1810–1856)                | Herzog Wilhelm I. von Nassau (1792–1839) ⚭ 1829 Prinzessin Pauline von Württemberg (1810–1856)           | Großherzog Leopold von Baden (1790–1852) ⚭ 1819 Prinzessin Sophie Wilhelmine von Schleswig-Holstein-Gottorf (1801–1865) | Großherzog Leopold von Baden (1790–1852) ⚭ 1819 Prinzessin Sophie Wilhelmine von Schleswig-Holstein-Gottorf (1801–1865) | Kaiser Wilhelm I. (1797–1888) ⚭ 1829 Prinzessin Augusta von Sachsen-Weimar-Eisenach (1811–1890)                   | Kaiser Wilhelm I. (1797–1888) ⚭ 1829 Prinzessin Augusta von Sachsen-Weimar-Eisenach (1811–1890)                          |
| Großeltern                              | König Oskar II. (1829–1907) ⚭ 1857 Prinzessin Sophia von Nassau (1836–1913)                     | König Oskar II. (1829–1907) ⚭ 1857 Prinzessin Sophia von Nassau (1836–1913)                                 | König Oskar II. (1829–1907) ⚭ 1857 Prinzessin Sophia von Nassau (1836–1913)                                   | König Oskar II. (1829–1907) ⚭ 1857 Prinzessin Sophia von Nassau (1836–1913)                              | Großherzog Friedrich I. von Baden (1826–1907) ⚭ 1856 Prinzessin Luise von Preußen (1838–1923)                           | Großherzog Friedrich I. von Baden (1826–1907) ⚭ 1856 Prinzessin Luise von Preußen (1838–1923)                           | Großherzog Friedrich I. von Baden (1826–1907) ⚭ 1856 Prinzessin Luise von Preußen (1838–1923)                     | Großherzog Friedrich I. von Baden (1826–1907) ⚭ 1856 Prinzessin Luise von Preußen (1838–1923)                            |
| Eltern                                  | König Gustav V. (1858–1950) ⚭ 1881 Prinzessin Viktoria von Baden (1862–1930)                    | König Gustav V. (1858–1950) ⚭ 1881 Prinzessin Viktoria von Baden (1862–1930)                                | König Gustav V. (1858–1950) ⚭ 1881 Prinzessin Viktoria von Baden (1862–1930)                                  | König Gustav V. (1858–1950) ⚭ 1881 Prinzessin Viktoria von Baden (1862–1930)                             | König Gustav V. (1858–1950) ⚭ 1881 Prinzessin Viktoria von Baden (1862–1930)                                            | König Gustav V. (1858–1950) ⚭ 1881 Prinzessin Viktoria von Baden (1862–1930)                                            | König Gustav V. (1858–1950) ⚭ 1881 Prinzessin Viktoria von Baden (1862–1930)                                      | König Gustav V. (1858–1950) ⚭ 1881 Prinzessin Viktoria von Baden (1862–1930)                                             |
| Erik Gustav von Schweden                |                                                                                                 | | | | | | | |